# 노부타 프로듀스
노부타 프로듀스(일본어: 野ブタ。をプロデュース 노부타오 프로듀스[*])는 시라이와 겐의 소설이자, 이를 원작으로 한 텔레비전 드라마이다.

## 개요
- 원작: 소설 《노부타를 프로듀스》 ISBN 978-89-90462-28-2

원작 소설은 2004년 일본 문예상 수상작품이며, 제132회 아쿠다가와상 후보로도 선정되었다.
지금까지 「인생은 시시한, 이 세상의 모두는 게임이다」라고 생각하고 있던, 클래스의 인기인 키리타니 슈지가, 갑자기 자신의 고등학교에 전학 온 전형적인 괴롭힘을 당하는 코타니 노부타(드라마에서는 노부코)·통칭 노부타를, 인기인으로 프로듀스해 나가는 이야기. 이야기는 시종 슈지의 이야기로 진행해, 남자 고교생의 살벌로 한 인간 관계를 코믹컬하게, 그리고 생생하게 그렸다.

## 텔레비전 드라마
2005년 NTV에서 방송된 일본의 텔레비전 드라마이다.

### 작품 소개
- 2005년 10월 15일부터 12월 17일까지 NTV를 비롯한, 요미우리 TV(이하 YTV - 긴키 광역권), 주쿄 TV 방송(주쿄 광역권), 후쿠오카 방송(이하 FBS) 등 26개 지역 민방 네트워크를 통해서. 텔레비전 드라마화되어 방송되었다. 각본은 「역시 고양이를 좋아해」등으로 알려진 키자라 이즈미이다. 메인 주연은 카메나시 카즈야이지만, 스포츠지 각지에서는 카메나시 카즈야와 야마시타 토모히사의 공동 주연으로 발표되어 엔딩 크레딧에서도 카메나시 카즈야, 야마시타 토모히사의 이름순으로 표기. 다만, 야마시타 토모히사의 크레딧에는 「특별 출연」의 표기가 있다. 또한 여주인공인 호리키타 마키의 출세작이기도 하다.

- 더 텔레비전 잡지 주최의 제47회 드라마 아카데미상으로 최우수상 작품등 6개 부문을 획득. 이 드라마의 등장 인물인 「슈지와 아키라」는 유닛으로서 CD를 발매해, 그 해의 160만장이 넘는 판매를 기록하며 CD연간 세일즈 1위에 빛났다.

- 원작에서는 남자인「노부타」가 여자라고 하는 설정으로 변경되어 그것으로부터 스토리의 전개도 큰폭으로 바뀌어, 원작에 등장하는 인물도 드라마에서는 거의 등장하지 않는다. 또한, 야마시타 토모히사가 연기한 '쿠사노 아키라'는 텔레비전 드라마판의 오리지널 캐릭터이며, 원작에는 등장하지 않는다.

- 드라마판에서는 「희망을 가질 수 있는 엔딩으로 하고 싶다」라고 하는 제작 사이드의 의향의 아래, 원작과는 다른 세계관·스토리 전개가 이루어지고 있다. 매회 1화 1화에 뭔가의 메시지가 포함되어 있어 슈지, 아키라, 노부타의 3명이 내면적인 갈등과 성장을 경험해, 우정을 키워 가는 과정을 그리고 있다. 그 때문에, 중반으로부터 클래스의 사이에서의 인기를 얻으려는 행동으로부터 3명의 사이의 관계에 중점이 놓여져 있다.

### 작품 개요
- 드라마 초반 (제1화 ~ 제6화)는 "교실"이라는 독특한 규칙과 변하기 쉬운 존재인 왕따라는 현실이 존재하는 곳에서 어떻게 자신을 매력적으로 보이고, 자신이 있는 곳을 만들어가는가 하는 점을 초점으로 하면서 다양한 프로듀스 작전을 전개한다. 겉으론 아무 문제가 없어보이던 슈지도 서툴지만 한결같은 노부코를 통해 자신에게 정직한 아키라와의 관계 속에서 서서히 심정에 변화가 나타나는 모습이 그려고있다.

- 후반 (제7화 ~ 제10화)에서 슈지가 스스로 만들어낸 "키리타니 슈지"라는 현실의 괴리, 아키라의 노부코에 대한 생각과, 왕따의 범인(아오이)와의 대결이 관련되어 부딪친다. 그러던 3명이 당황, 낙심하면서도 서로를 믿고 우정을 키워가는 과정을 그리고있다. 결국 슈지는 부모의 일의 사정으로 전학, 아키라도 슈지의 뒤를 따라 같은 학교에 전학 온다.

## 등장 인물

### 주요 인물
- 키리타니 슈지 - 카메나시 카즈야

본작의 주인공. 스미다가와 고등학교 2학년. 겉으로는 의젓하고, 누구에게나 사랑받는 캐릭터를 연기하고 있지만, 실은 현재의 위치를 얻기 위하여 캐릭터를 연기하고있다. 아키라와 노부코와의 만남으로 지금까지 착용한 "가면"을 벗고 자신에게 정직하게 살아간다. 정직한 마음을 말하는 자신을 버렸다, 마리코를 위해 교실에서 "해안"을 만들고, 마지막 추억 만들기를 하는 등, 사실 사람에게 상냥한 소년. 이야기는 슈지의 시선으로 이야기되어 간다.
- 쿠사노 아키라 - 야마시타 토모히사

본작의 또 다른 주인공. 슈지의 친구이며, 슈지에 달라 붙어 다닌다. 대범하지만 우유부단하고 덜렁이로, 완력이 강하다. 항상 이상한 말버릇을 따라하거나 애니메이션 노래를 흥얼거리는 행동을 하고 있다. 정의감이 강하고 자신만의 규칙을 가지고 있으며, 생각한 것을 느낀 그대로 발언이나 행동을 취하는 성격으로 항상 주위와의 균형을 생각하는 슈지와는 대조적이다. 한편, 클래스에서도 혼자 붕 뜬 존재로 아버지가 회사 사장이라는 좋은 환경에서 성장했기 때문에 "하고 싶은 것이 없고, 지금까지 재미있다고 생각한적이 없다"고 말한다. 그래서 노부코의 프로듀스를 시작합니다. 아버지의 오랜 친구이던 히라야마의 집(두부 장수)에 신세를 지며 살고 있다. 그 곳은 슈지와 노부코와 함께 모이는 집합소의 하나로, 음료로 항상 두유를 먹는다. 이야기의 중반에서 노부코에게 연정을 품게 된다. 또한 "원작에는 등장하지 않는, 텔레비전 드라마 판의 오리지널 캐릭터이다. ※ 아키라의 말투와 행동은 2000년 대히트 드라마 《이케부쿠로 웨스트 게이트 파크(IWGP)》의 쿠보즈카 요스케가 연기한 타카시의 캐릭터를 참고했다고 한다.
- 코타니 노부코 - 호리키타 마키 (어린시절: 모리사코 에이)

본작의 메인 히로인이자 진 주인공. 따분하면서 순수한 소녀이지만 어두운 성격 때문에 왕따를 당하게 되는데, 그 이유가 계부와의 불화 문제와 관련있음이 밝혀진다. 가정은 좁은 아파트에서 경제적으로 풍족하지 못하다. 과묵하고 웃는 얼굴이 아니라서 자신을 매력적으로 보이게 하는 건 아니지만, 슈지와 아키라와의 관계에서 서서히 마음을 열어 간다. 이야기가 진행됨에 따라 서툴지만 한결같은 성격과 다른 사람을 배려하는 친절과 적극적이고 씩씩한 면을 서서히 보이게 된다.
- 우에하라 마리코 - 토다 에리카

2-A반 학생. 여자 농구부의 캡틴으로 학교의 마돈나적인 존재. 항상 주위의 사람에게 상냥하게 성실하게 대한다. 사람의 소문이나 의견에 신경쓰기 않고 마음이 강한 성격이다. 슈지를 좋아하지만, 고백이 거절당한 후에도 슈지 도시락을 만들어주는 등 슈지를 걱정하고 있었다. 또한 아오이의 본래 모습을 알고 타격을 받고 노부코 위로하고 친구가 된다.

### 주요 인물들의 가족
- 키리타니 사토루 - 우카지 타카시

슈지의 아버지(회사원). 애처가로 바쁜 아내 노부코 대신 집안일을 해내며, 아이들을 잘 배려하고있다. 우정을 중요하게 생각한다.
- 키리타니 노부코 - 후카우라 카나코

슈지의 어머니. 해외를 전전하며 일을 하는 커리어우먼. 가끔 일본에 귀국하지만 곧 해외에 가서 버리기 때문에 등장 횟수는 적다.
- 키리타니 코지 - 나카지마 유토

슈지의 남동생 (초등학교 5학년).
- 후루야 시게루 - 이토 마사유키

노부코의 양아버지 (노부코 어머니의 재혼 상대).
- 쿠사노 쇼이치 - 마스 타케시

아키라의 아버지(사장). 히라야마와는 친구사이다.

### 그외 주변 인물
- 고요쿠당 주인 - 이마와노 키요시로

스미다가와 고등학교 근처의 서점 주인.
- 히라야마 잇페이 - 타카하시 카츠미

아키라의 하숙집의 두부 가게의 주인. 아키라 아버지 쇼이치와는 오랜 친구이다.

### 학교 교직원
- 에하라 야스오 - 후와 만사쿠

교장.
- 요코야마 타케시 - 오카다 요시노리

슈지, 아키라, 노부코의 담임(국어 교사). 바지 벨트를 올리는 것이 버릇. 과거에는 시집을 자체 제작하고 있었지만, 자신의 생계를 생각해 교사가 되었다.
- 사오토메(세바스찬) - 키무라 유이치

체육 교사. 항상 죽도를 가지고 다니며 무서운 얼굴 표정을 하고 있다. 통칭 세바스찬.
- 쿠로키 히로코 - 타쿠마 세이코

수학 교사.
- 사다 쿄코 - 나츠키 마리

마녀 같은 스타일을 한 교감 겸 미술 교사 (통칭 캐서린).

### 2학년 B반 학생들
- 아오이 카스미 - 히이라기 루미

노부코의 첫 친구. 반에서는 눈에 띄지 않는 평범한 소녀이지만, 실은 노부코의 비디오 테이프를 재생 불가능하고, 유령을 파괴하는 등의 괴롭힘의 행동을 하고 있다. 노부코가 수족관에서 도와준 할아버지가 자신의 할아버지라고 거짓말을 하고 노부코에 접근하지만, 그것은 사실 노부코에게서 슈지와 아키라를 멀어져 버리게 하려는 생각으로 제작에 참여한다. 그러나 나중에 마리코에게 그동안의 숨겨진 정체가 발각된다.
- 아카시 히로유키 - 타가미 나오키
- 이노우에 미사키 - 타지마 호나미
- 우에키 마고토 - 와카바 류야
- 엔도 분타 - 야마네 카즈마
- 오오이시 리에 - 미야자와 마이
- 카와이 테츠지 - 이다 타카아키
- 기무라 아이리 - 타테 마유코
- 콘노 토시아키 - 슈에타카 토무
- 사에키 나미 - 아키코
- 사토 가쿠 - 카와구치 와타루
- 타카 유카 - 미우라 아오이
- 타니구치 켄타 - 다이토 슌스케
- 데스카 싱고 - 히로세 츠요시
- 하세가와 토시아키 - 와타나베 케이스케
- 누마 마유미 - 타카세 유키나
- 노무라 아케미 - 나츠코
- 하시모토 레이코 - 사이토 유이노
- 반도 코즈에 - 미즈타 후미코
- 후쿠 코스케 - 오카무사 미야
- 미야사토 아사코 - 타츠미 나츠코
- 야자와 쿄헤이 - 타츠자와 마사아키
- 야마다 제임스 타카시 - 에릭 마타히라
- 유카 히토미 - 마스지마 아야코
- 요시다 히로시 - 이시이 토모야
- 와쿠이 다쿠조우 - 후루하라 야스히사
- 와타나베 토모 - 와쿠사와 미쿠

## 제작진
- 각본：키자라 이즈미
- 원작：시라이와 겐
- 음악：이케 요시히로
- 타이틀·애니메이션：환생사
- 협력：NiTRo
- 프로듀서：카와노 히데히로, 코이즈미 마모루, 시모야마 준
- 연출：이와모토 히토시, 사쿠마 노리요시, 키타가와 케이이치
- 제작 프로덕션：토탈 미디어 커뮤니케이션
- 제작 저작：NTV

## 주제곡
- 슈지와 아키라 - 〈청춘 아미고〉 (2005년 11월 2일 발매)

## 수상 정보
- 2006년 47회 더 텔레비전 드라마 아카데미상 최우수작품상 수상
- 2006년 47회 더 텔레비전 드라마 아카데미상 남우주연상 수상 (카메나시 카즈야)
- 2006년 47회 더 텔레비전 드라마 아카데미상 여우조연상 수상 (호리키타 마키)
- 2006년 47회 더 텔레비전 드라마 아카데미상 각본상 수상
- 2006년 47회 더 텔레비전 드라마 아카데미상 감독상 수상
- 2006년 47회 더 텔레비전 드라마 아카데미상 극중 음악상 수상
- 2006년 닛칸스포츠 드라마 그랑프리 수상 (야마시타 토모히사)

## 방송 회차 및 시청률
| 각 화                                     | 방송일           | 부제(원어)                     | 부제(풀이)               | 연출              | 시청률 |
| ----------------------------------------- | ---------------- | ------------------------------ | ------------------------ | ----------------- | ------ |
| 제1화                                     | 2005년 10월 15일 | いじめられっ子転校生を人気者に | 왕따 전학생을 인기인으로 | 이와모토 히토시   | 16.1%  |
| 제2화                                     | 2005년 10월 22일 | (秘）キレイ作戦                | (비밀) 예쁘게 하기 작전  | 이와모토 히토시   | 14.9%  |
| 제3화                                     | 2005년 10월 29일 | 恐怖の文化祭                   | 공포의 문화제            | 이와모토 히토시   | 17.0%  |
| 제4화                                     | 2005년 11월 5일  | 恋の告白作戦                   | 사랑의 고백작전          | 사쿠마 노리요시   | 16.4%  |
| 제5화                                     | 2005년 11월 12일 | 悪夢のデート                   | 악몽의 데이트            | 이와모토 히토시   | 17.1%  |
| 제6화                                     | 2005년 11월 19일 | 親と子の青春                   | 부모와 자식의 청춘       | 사쿠마 노리요시   | 17.7%  |
| 제7화                                     | 2005년 11월 26일 | 女を泣かす男                   | 여자를 울리는 남자       | 이와모토 히토시   | 16.7%  |
| 제8화                                     | 2005년 12월 3일  | いじめの正体                   | 이지메의 정체            | 키타가와 케이이치 | 18.0%  |
| 제9화                                     | 2005년 12월 10일 | 別れても友達                   | 헤어져도 친구            | 사쿠마 노리요시   | 16.8%  |
| 최종화                                    | 2005년 12월 17일 | 青春アミーゴ                   | 청춘 아미고              | 이와모토 히토시   | 18.2%  |
| 평균 시청률: 16.9%                        |                  |                                |                          |                   |        |
| (시청률은 간토 지방·비디오 리서치사 조사) |                  |                                |                          |                   |        |